# 園家山
園家山（そのけやま）は、富山県下新川郡入善町にある山。標高は17m。富山県で最も標高の低い山（最低峰）であるが、山頂に一等三角点がある。
山麓にはキャンプ場と湧水がある。

## 概要
黒部川の砂礫が日本海の波で流され、堆積してできた砂丘で其木砂丘とも言われる。山域の面積は約10万m2（約3万坪）。
植生は松林が優勢し、その他には海浜植物や、富山県では珍しいオモトやシュロのような南方系の植物が生えている。
山麓には黒部川の伏流水による湧水があり、キャンプ場の水に利用されている。
一等三角点のある山頂は松林に覆われるが、その隙間から北アルプスの山々などが見える。
1927年、富山県名勝地としての指定を受けている。

## 園家山キャンプ場
園家山キャンプ場は、園家山の北側山麓にある富山県指定キャンプ地のキャンプ場で、無料で利用できる。トイレや洗い場・水シャワー、バンガローなどの設備がある（バンガローは有料）。

## 登山
園家山キャンプ場内に登山道があり、登山口から5分程度で山頂に至る。